# Karlskoga

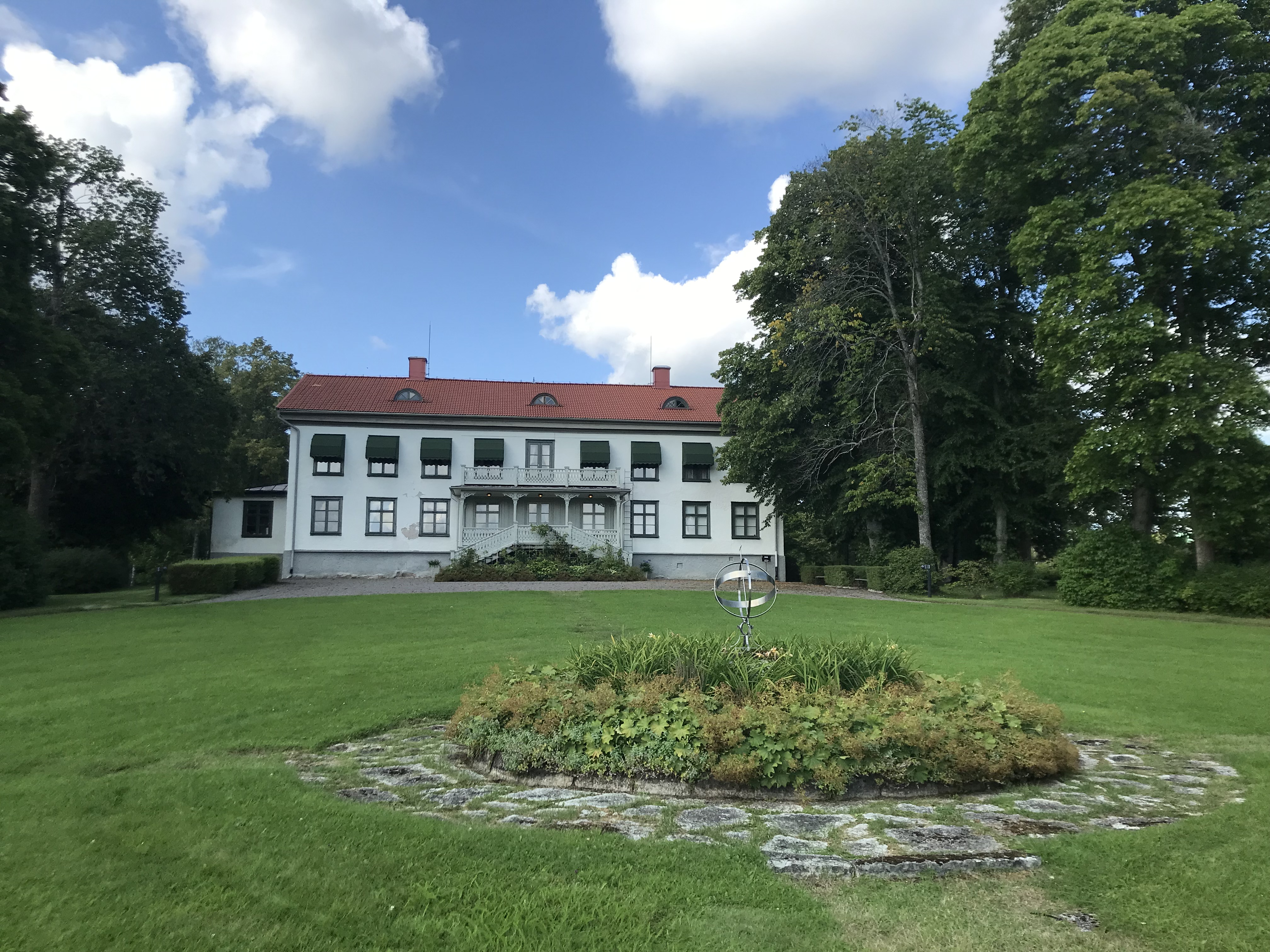
Sommerhaus Alfred Nobel in Karlskoga

Karlskoga ist eine Stadt in der schwedischen Provinz Örebro län und der historischen Provinz Värmland.

## Geographie
Der Hauptort der gleichnamigen Gemeinde ist bezüglich der Fläche gesehen die zweitgrößte Stadt in der historischen Provinz Värmland. Dies beruht darauf, dass die Bebauung sehr verstreut liegt. Der Ort erhielt seinen Namen 1589 nach dem schwedischen König Karl IX.
Der Björkborns kanal ist ein heute noch bestehender, künstlich errichteter Kanal, der früher zur Anbindung des Industriegebiets von Karlskoga an den Bahnhof diente.

## Wirtschaft
Der wichtigste Wirtschaftszweig seit der Ortsgründung ist die Rüstungsindustrie mit der Firma Bofors als Hauptbetrieb. Bei der Anlage der Firmengebäude achtete man darauf, einen Ort weit im Landesinneren zu wählen, der gut durch Waldgebiete geschützt war, so dass es für eventuelle Feinde schwer würde, diesen zu erreichen. Als Karlskoga in der Mitte des 20. Jahrhunderts die Stadtrechte erhalten sollte, wurde überlegt, ob die Stadt Karlskoga oder Bofors heißen sollte, und man entschied sich für die heutige Bezeichnung.
Die politischen Entspannungen und damit der Rückgang der Rüstungsindustrie wirkten sich auf den Ort negativ aus. Etwa 1970 arbeiteten noch etwa 10.000 Personen bei Bofors AB und in der gesamten Gemeinde lebten etwa 40.000 Menschen. Heute arbeiten noch etwa 2.000 Personen beim Rüstungsbetrieb und die Einwohnerzahl der Gemeinde verringerte sich um ca. 10.000.
Etwa sechs Kilometer nördlich der Stadt liegt die Motorsport-Rennstrecke Karlskoga Motorstadion, die älteste permanente Rennstrecke Schwedens. Auf der Piste fand unter anderem 1978 und 1979 der Große Preis von Schweden zur Motorrad-Weltmeisterschaft statt.
Der Flugplatz Karlskoga liegt drei Kilometer von Karlskoga entfernt.

## Persönlichkeiten

### Söhne und Töchter der Stadt
- Agneta Andersson (1961–2023), Kanutin, dreifache Olympiasiegerin und Weltmeisterin
- Lars Andersson (* 1954), Schriftsteller und Übersetzer
- Anders Åslund (* 1952), schwedischer Wirtschaftswissenschaftler
- Simon Bertilsson (* 1991), Eishockeyspieler
- Martin Broberg (* 1990), Fußballspieler
- Rudi Dollmayer (* 1966), Schwimmer
- Eje Elgh (* 1953), Autorennfahrer
- Bengt-Åke Gustafsson (* 1958), Eishockeyspieler und -trainer
- Maria Haglund (* 1972), Kanutin
- Emil Johansson (* 1986), Fußballspieler
- Eva Karlsson (* 1961), Kanutin
- Carl Johan Lind (1883–1965), Leichtathlet, Medaillengewinner bei Olympia
- Anna Lindberg (* 1981), Wasserspringerin
- Marianne Lundquist (1931–2020), Schwimmerin
- Lars-Eric Lundvall (1932–2020), Eishockeyspieler
- Johan Motin (* 1989), Eishockeyspieler
- Lars Nilsson, Flötist und Musikpädagoge
- Tobias Solberg (* 1981), Fußballspieler und -trainer
- Olof Sundby (1917–1996), lutherischer Erzbischof von Uppsala
- Ruben Svensson (* 1953), Fußballspieler
- Daniel Tjernström (* 1974), Fußballspieler